# حميد رضا أبراهيمي
حميد رضا أبراهيمي (16 يناير 1976 بمشهد في إيران - ) هو لاعب كرة قدم إيراني في مركز الوسط. شارك مع منتخب إيران لكرة القدم. أما مع النوادي، فقد لعب مع نادي أبو مسلم خراسان ونادي باس طهران ونادي برق شيراز ونادي تربيت بدني يزد ونادي سايبا ونادي صبا قم.

## وصلات خارجية
- حميد رضا أبراهيمي على موقع قاعدة بيانات كرة القدم.إي يو (الإنجليزية)
- حميد رضا أبراهيمي على موقع ناشيونال فوتبول تيمز (الإنجليزية)